# Unattended Ground Sensors

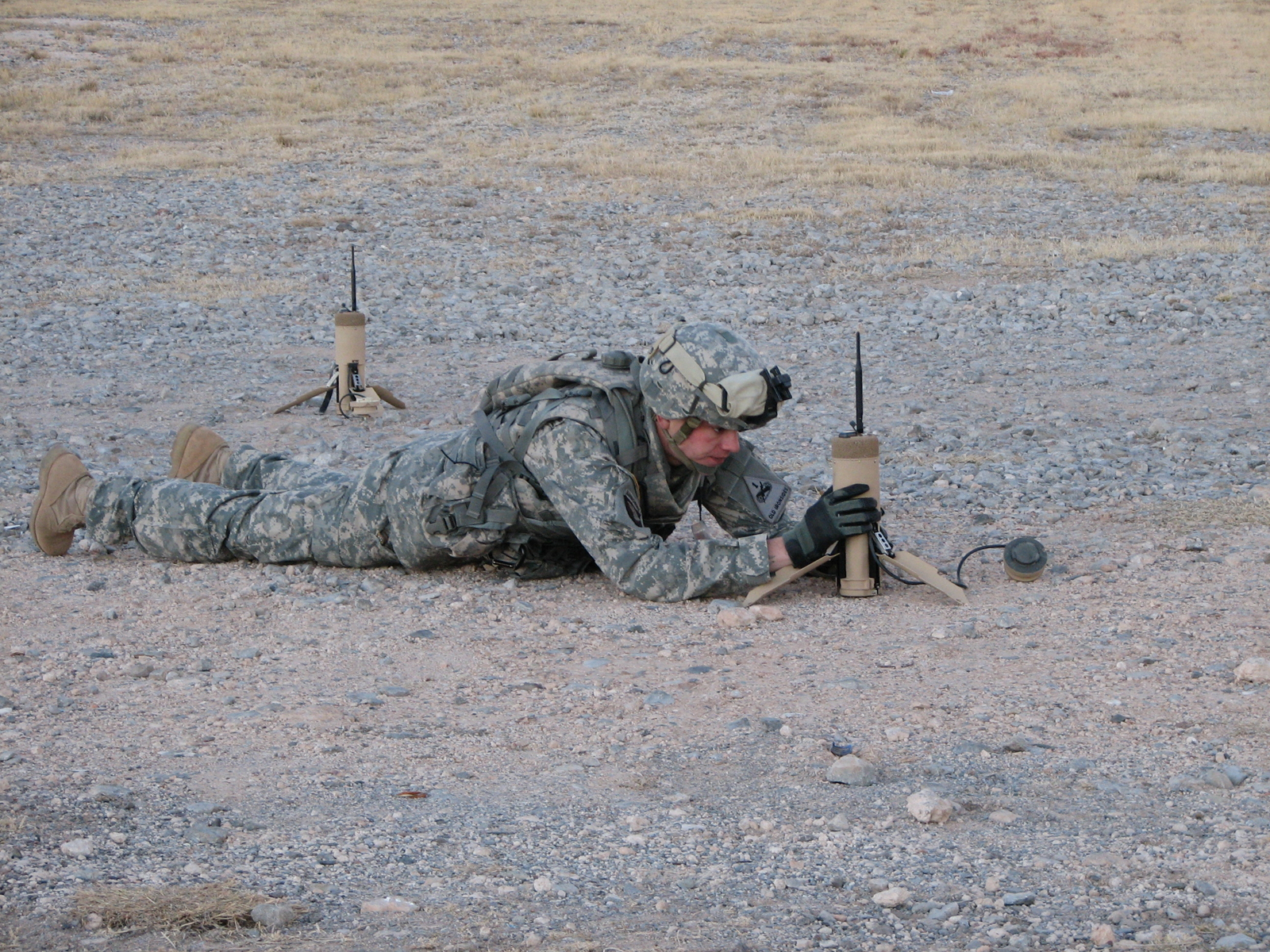
Soldat beim Errichten eines Sensorfeldes

Die Unattended Ground Sensors (UGS; deutsch unbeaufsichtigte Bodensensoren) sind kleine preiswerte militärische Geräte, die mit Hilfe verschiedener Sensoren Daten sammeln und an einen rückwärtigen Operator senden können, der wiederum dem Sensorfeld Befehle erteilen kann. Diese Geräte sind dabei untereinander über ein Ad-hoc-Funknetz miteinander verbunden (Sensornetz). Die Auslieferung dieser Geräte begann im Jahr 2010. Ursprünglich für das Future Combat System entwickelt, wurde das System in das Nachfolgeprogramm Brigade Combat Team Modernization überführt.

## Überblick

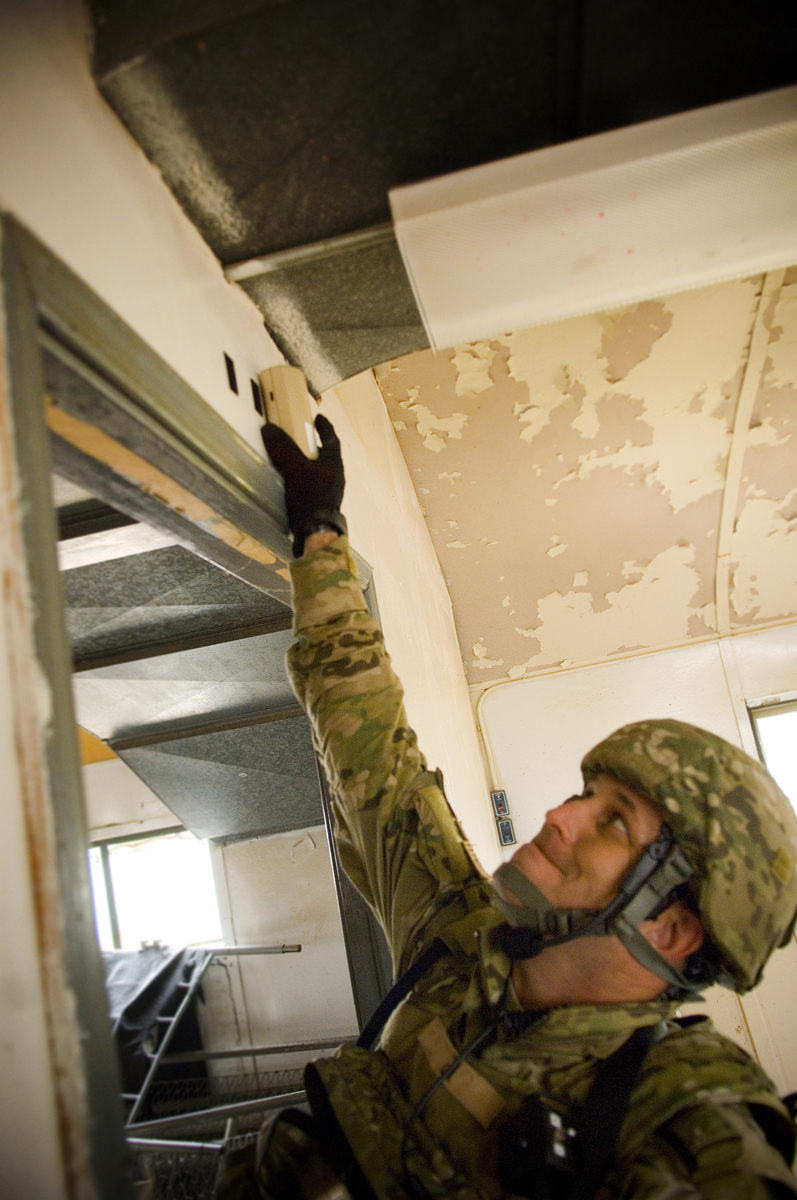
Ein U-UGS im Einsatz

Nachdem die lückenlose Überwachung des Schlachtfeldes in der Vergangenheit kaum möglich war, rückt heutzutage die Überwachung von Gebäuden, Anlagen, Grenzen und Territorien näher in den Fokus der Militärforschung. Ermöglicht wird dies durch immer kleinere und preiswertere Hochleistungsprozessoren und Minisensoren, weiterentwickelte Netzwerktechnologie und künstliche Intelligenz. Erst dies macht eine flächendeckende Überwachung mit einer Vielzahl von verstreuten Geräten bezahlbar.
Die verwendeten Geräte variieren stark in Größe und Form, der Verlegungstechnik (zum Beispiel von Hand ausgelegt, von Robotern verlegt, von Flugzeugen abgeworfen, oder von Artillerie verschossen). Ebenso können in den Geräten verschiedenste Sensoren zum Einsatz kommen, beispielsweise Infrarot und optisch für Nahbereichsüberwachung, akustisch um Motoren- und Kettengeräusche zu orten, seismisch um Fahrzeuge oder Fußgänger zu lokalisieren, ABC-Detektoren, magnetische Sensoren um Bewegungen von metallischen Objekten wie Panzern oder Waffen zu entdecken, elektronische Sensoren um gegnerische elektromagnetische Abstrahlungen zu orten.
Eine leistungsfähige künstliche Intelligenz verarbeitet die von den verwendeten Sensoren gewonnenen Daten im Gerät, identifiziert Ziele, berechnet Routen und sendet das Ergebnis über das Sensornetz an einen rückwärtigen Operator. Dabei ist dem Sensornetz möglich, nach dem Verlegen über Wochen oder Monate hinweg zu arbeiten, bis die Batterie erschöpft ist.

## AN/GSR-9 (V) 1 Tactical-Unattended Ground Sensors (T-UGS)

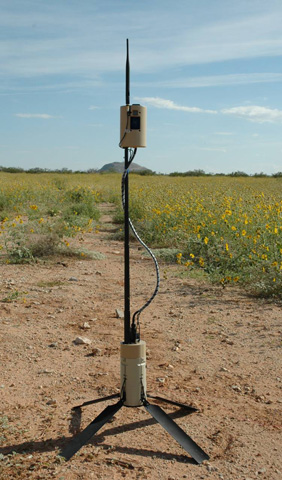
T-UGS Electro Optic/IR Node

T-UGS sind für Geländeüberwachung prädestiniert. Es gibt drei Arten von taktischen Sensoren, die alle von Textron Systems entwickelt wurden.

### T-UGS Gateway Node
Der Gatewayknoten (englisch Gateway Node) stellt die Datenverbindung zwischen dem Sensorfeld und dem rückwärtigen Operator sicher. Die Daten der anderen Sensoren werden vorverarbeitet und dann über den Gatewayknoten zum Bediener gesendet und umgekehrt.

### T-UGS Electro Optic/IR Node
Der optische/infrarote taktische Netzwerkknoten besitzt einen ausfahrbaren und drehbaren Kopf um das umliegende Gelände besser überblicken zu können. Die optische digitale Kamera besitzt auch Nachtsichtfähigkeit. Wenn vom Gatewayknoten der Befehl kommt, fährt der Sensor seinen Kopf aus und richtet ihn auf das Ziel, macht Fotos und sendet diese über den Gatewayknoten zum Global Information Grid.

### T-UGS ISR Sensor Node
Der ISR-Knoten verwendet mehrere Arten von Sensoren um Fahrzeuge, Menschen und Flugzeuge zu orten. Der ISR Knoten übernimmt die Identifizierung und ist auch in der Lage von Falschzielen zu unterscheiden. Signale vom ISR-Knoten werden unverzüglich zum Gatewayknoten gesendet, um dort weiterverarbeitet/gesendet zu werden.

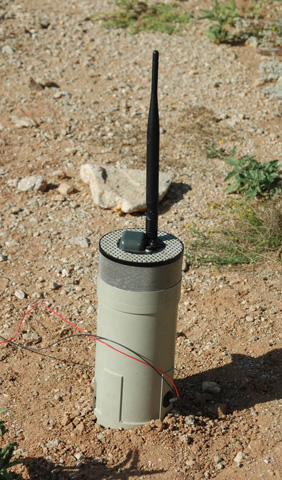
T-UGS ISR Sensor Node

## AN/GSR-10 (V) 1 Urban-Unattended Ground Systems (U-UGS)
U-UGS kommen bei der Überwachung von Gebäuden, Höhlen, der Kanalisation, Tunnels und anderen engen Räumlichkeiten zum Einsatz. Diese von Hand verlegbaren Sensorsysteme sind sehr preiswert und leicht, da sie in noch größerer Anzahl eingesetzt werden als die T-UGS. Die Entwicklung teilen sich die Firmen Textron Systems und Honeywell.

### U-UGS Gateway Node
Der Gatewayknoten verbindet das Sensornetz mit den Global Information Grid der US-Armee.
Daten der anderen Sensoren werden vorverarbeitet und dann über den Gatewayknoten zum Bediener gesendet und umgekehrt. Der U-UGS Gateway Node kann die Daten auch direkt zu den Einsatzteams senden, um im Häuserkampf ein rasches Handeln zu ermöglichen.

### U-UGS Intrusion Sensor Node
Der Intrusion Sensor Node unterstützt Raumsäuberungsaktionen und Langzeitüberwachung von Gebäuden und unterirdischen Bauwerken, indem er Eindringlinge zuverlässig erkennt. Die gewonnenen Informationen können über den Gatewayknoten in das Global Information Grid gesendet werden oder direkt zu den Einsatzteams.

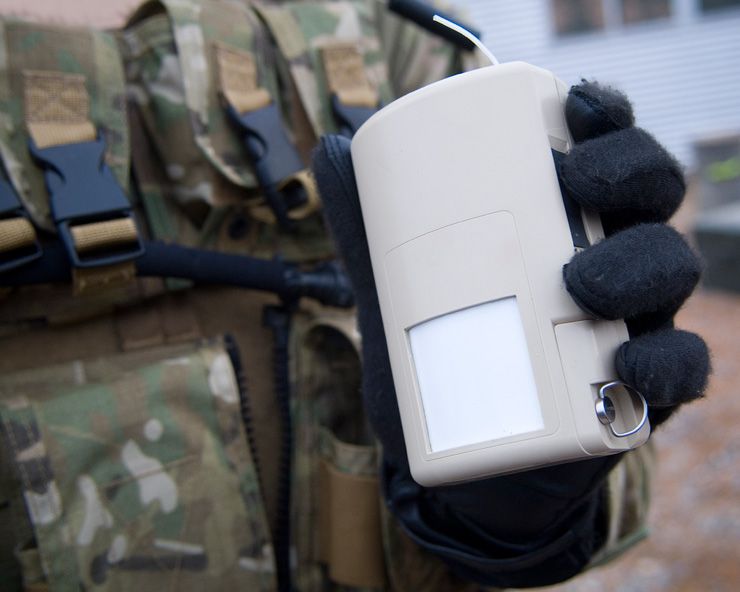
U-UGS Intrusion Sensor Node

### U-UGS Imaging Sensor Node
Der Imaging Sensor Node erweitert die Fähigkeiten des Intrusion Sensor Node um eine eingebaute Kamera. Damit kann unter allen Sichtverhältnissen ein Bild der eindringenden Person gemacht werden, welches über den Gatewayknoten zum Bediener gelangt, der die Person identifizieren kann.